# Arnoldo Onisto
Arnoldo Onisto (* 16. Juli 1912 in Asolo; † 8. März 1992 in Bassano del Grappa) war ein römisch-katholischer Geistlicher und Bischof von Vicenza.
Onisto empfing 1934 das Sakrament der Priesterweihe. 1971 wurde er von Papst Paul VI. zum Bischof von Vicenza ernannt, im Jahr 1988 trat er aus Altersgründen zurück.